# علي براهيتي
علي براهيتي سياسي جزائري، شغل عدة مناصب سياسية منها منصب وزير منتدب لدى وزير المالية، مكلف بالميزانية بحكومة حمداني.

## المناصب التي تقلدها
تقلد علي براهيتي منصب وزير منتدب لدى وزير المالية، مكلف بالميزانية بعدة حكومات متمثلة في:
- حكومة عبد السلام.
- حكومة مالك.
- حكومة سيفي الأولى.
- حكومة سيفي الثانية.
- حكومة أويحيى الأولى.
- حكومة أويحيى الثانية.
- حكومة حمداني.
- حكومة بن بيتور.